# Isla Stanley
Isla Stanley är en ö i Chile.   Den ligger i regionen Región de Magallanes y de la Antártica Chilena, i den södra delen av landet, 2 300 km söder om huvudstaden Santiago de Chile. Arean är 26,2 kvadratkilometer.
Terrängen på Isla Stanley är lite kuperad. Öns högsta punkt är 341 meter över havet. Den sträcker sig 5,5 kilometer i nord-sydlig riktning, och 7,8 kilometer i öst-västlig riktning.